# Resolutie 979 Veiligheidsraad Verenigde Naties
Resolutie 979 van de Veiligheidsraad van de Verenigde Naties werd op 9 maart 1995 zonder
stemming aangenomen.

## Achtergrond
De Italiaan Roberto Ago werkte voor zijn land in het internationaal recht, en doceerde ook over dat onderwerp. Hij vertegenwoordigde het op vele internationale conferenties. Ago was sedert 1979 rechter bij het Internationaal Gerechtshof. Hij overleed op 24 februari 1995 in Genève.

## Inhoud
De Veiligheidsraad:
- Betreurt het overlijden van rechter Roberto Ago op 24 februari.
- Merkt op dat een positie bij het Internationaal Gerechtshof is vrijgekomen voor de rest van de ambtstermijn die volgens het Statuut van het Hof moet worden ingevuld.
- Merkt op dat de datum van de verkiezingen om de positie in te vullen moet worden vastgelegd door de Veiligheidsraad.
- Beslist dat de verkiezing zal plaatsvinden op 21 juni 1995 op een vergadering van de Veiligheidsraad en een vergadering van de Algemene Vergadering tijdens diens 49ste sessie.

## Verwante resoluties
- Resolutie 805 Veiligheidsraad Verenigde Naties (1993)
- Resolutie 951 Veiligheidsraad Verenigde Naties (1994)
- Resolutie 980 Veiligheidsraad Verenigde Naties
- Resolutie 1018 Veiligheidsraad Verenigde Naties

Lijst ·  970 ·  971 ·  972 ·  973 ·  974 ·  975 ·  976 ·  977 ·  978 ·  979 ·  980 ·  981 ·  982 ·  983 ·  984 ·  985 ·  986 ·  987 ·  988 ·  989 ·  990 ·  991 ·  992 ·  993 ·  994 ·  995 ·  996 ·  997 ·  998 ·  999 ·  1000 ·  1001 ·  1002 ·  1003 ·  1004 ·  1005 ·  1006 ·  1007 ·  1008 ·  1009 ·  1010 ·  1011 ·  1012 ·  1013 ·  1014 ·  1015 ·  1016 ·  1017 ·  1018 ·  1019 ·  1020 ·  1021 ·  1022 ·  1023 ·  1024 ·  1025 ·  1026 ·  1027 ·  1028 ·  1029 ·  1030 ·  1031 ·  1032 ·  1033 ·  1034 ·  1035